# Клозе, Ханс-Ульрих
Ханс-Ульрих Клозе (нем. Hans-Ulrich Klose; 14 июня 1937, Бреслау — 6 сентября 2023, Берлин) — немецкий государственный деятель.

## Биография
Уроженец Бреслау, получил образование в Билефельде.
Изучал право в Университете Фрайбурга, а затем поступил в Гамбургский университет, где продолжил своё образование.
В 1964 году вступил в Социал-демократическую партию, которую возглавлял в Бундестаге с 1991 по 1994 годы.
В 1974 году в возрасте 37 лет стал первым бургомистром Гамбурга. В качестве бургомистра он был известен попытками отказа города от атомной энергии, но успехов в этом деле не добился. Клозе ушёл в отставку с поста мэра в 1981 году.
Затем он стал депутатом Бундестага, которым оставался в течение 30 лет, пока не ушёл из политики в 2013 году. Помимо этого он также занимал ряд административных и дипломатических должностей, работал в комитете иностранных дел.
Скончался 6 сентября 2023 года на 87-м году жизни в Берлине после продолжительной болезни.